# Antonio Maquilón
Antonio Maquilón Badaracco (1902. november 29. – 1984. április 20.), perui válogatott labdarúgó.
A perui válogatott tagjaként részt vett az 1930-as világbajnokságon illetve az 1927-es és az 1929-es Dél-amerikai bajnokságon.

## Sikerei, díjai
Peru
- Dél-amerikai bronzérmes (1): 1927

## Külső hivatkozások
- Antonio Maquilón a FIFA.com honlapján Archiválva 2015. február 4-i dátummal a Wayback Machine-ben